# Cottonwood (condado de Apache)
Cottonwood es un lugar designado por el censo ubicado en el condado de Apache en el estado estadounidense de Arizona. En el Censo de 2010 tenía una población de 226 habitantes y una densidad poblacional de 610,2 personas por km².

## Geografía
Cottonwood se encuentra ubicado en las coordenadas 36°4′21″N 109°53′25″O / 36.07250, -109.89028. Según la Oficina del Censo de los Estados Unidos, Cottonwood tiene una superficie total de 0.37 km², de la cual 0.37 km² corresponden a tierra firme y (0%) 0 km² es agua.

## Demografía
Según el censo de 2010, había 226 personas residiendo en Cottonwood. La densidad de población era de 610,2 hab./km². De los 226 habitantes, Cottonwood estaba compuesto por el 0.44% blancos, el 0% eran afroamericanos, el 99.56% eran amerindios, el 0% eran asiáticos, el 0% eran isleños del Pacífico, el 0% eran de otras razas y el 0% pertenecían a dos o más razas. Del total de la población el 0% eran hispanos o latinos de cualquier raza.